# Economia da Iugoslávia socialista
A despeito de origens em comum, a economia da Iugoslávia socialista foi muito diferente das economias da União Soviética e de outros países socialistas do Leste Europeu, especialmente após o cisma iugo-soviético de 1948. A ocupação e a luta pela libertação na Segunda Guerra Mundial deixaram a infraestrutura da Iugoslávia devastada. Até as partes mais desenvolvidas do país eram predominantemente rurais e as poucas indústrias que tinham foram danificadas ou destruídas.
Os primeiros anos do pós-guerra viram a implementação de planos quinquenais no estilo soviético e a reconstrução por meio do trabalho voluntário em massa. O campo recebeu eletricidade e a indústria pesada foi desenvolvida. A economia foi organizada como uma economia mista de planejamento socialista e socialismo de mercado: fábricas foram nacionalizadas e trabalhadores tinham direito a uma certa parcela dos lucros.
Manufaturas de propriedade privada podiam empregar até 4 pessoas por proprietário. A terra foi parcialmente nacionalizada e redistribuída, além de parcialmente coletivizada. Propriedades rurais podiam possuir até 10 hectares de terra por pessoa e o excesso de terra cultivável era de propriedade de cooperativas, empresas agrícolas ou comunidades locais. Estas podiam vender e comprar terra, bem como dá-la a pessoas em arrendamento perpétuo.

## Décadas de 1950 e 1960
Nos anos 1950, a autogestão socialista foi introduzida, reduzindo o controle da economia pelo Estado. Gerentes de empresas de propriedade social eram supervisionados por conselhos operários, compostos por todos os funcionários, com um voto para cada. Os conselhos também elegiam a gerência das empresas, frequentemente por voto secreto. O Partido Comunista (SKJ) foi organizado em todas as empresas e os funcionários mais influentes eram em geral membros do partido. Assim, gerentes eram frequentemente, mas nem sempre, indicados somente com o aval do partido.
Com a exceção de uma recessão em meados dos anos 1960, a economia do país prosperou formidavelmente. O desemprego era baixo e o nível educacional da força de trabalho aumentava velozmente. Devido à neutralidade da Iugoslávia e ao papel de liderança no Movimento Não Alinhado, as empresas iugoslavas exportavam tanto para os mercados ocidentais como para os orientais. Empresas iugoslavas realizaram construções de inúmeras grandes obras de infraestrutura e projetos industriais na África, Europa e Ásia.
O fato de que os iugoslavos tinham permissão para emigrar livremente desde os anos 1960 levou muitos a procurar trabalho na Europa Ocidental, notavelmente na Alemanha. Isto contribuiu para manter o desemprego sob controle e também funcionou como uma fonte de capital e geração de divisas.

## Década de 1970
Nos anos 1970, a economia foi reorganizada de acordo com a teoria do trabalho associado de Edvard Kardelj, segundo a qual o direito à tomada de decisão e a uma parcela dos lucros de empresas de propriedade social é baseado no investimento de trabalho. Todas as empresas foram transformadas em organizações de trabalho associado. As menores, organizações básicas de trabalho associado, mal comparadamente correspondendo a uma pequena empresa ou a uma repartição de uma grande empresa. Estas eram organizadas em empreendimentos, também conhecidas como organizações laborais, que por sua vez se associavam em organizações compostas de trabalho associado, que podiam ser grandes empresas ou até setores industriais inteiros em uma certa área. Organizações básicas de trabalho associado às vezes eram compostas por unidades de trabalho até menores, mas não tinham autonomia financeira. Além disso, organizações compostas de trabalho associado eram às vezes membros de comunidades empresariais, que representavam setores industriais inteiros. A maior parte das decisões executivas era baseada em empreendimentos, de forma que estas continuavam a competir até um certo grau quando faziam parte de uma mesma organização composta. A indicação de gerentes e a política estratégica de organizações compostas eram, dependendo de seu tamanho e importância, na prática freqüentemente submetidas a controle político e de influência pessoal.
Com o objetivo de dar a todos os funcionários o mesmo acesso à tomada de decisão, as organizações básicas de trabalho associado também foram introduzidas nos serviços públicos, incluindo a saúde e a educação. As organizações básicas eram normalmente feitas de apenas dezenas de pessoas e tinham seus próprios conselhos de trabalhadores, cujo aval era necessário para decisões estratégicas e indicação de gerentes em empreendimentos ou instituições públicas.
Os trabalhadores se organizavam em sindicatos que abrangiam todo o país. Greves podiam ser convocadas por qualquer trabalhador, ou qualquer grupo de trabalhadores, e chegaram a ser comuns em certos períodos. Greves por reivindicações claras e genuínas sem motivação política normalmente resultavam em pronta substituição da gerência e aumento de salários ou benefícios. Greves com motivação política real ou implícita eram freqüentemente tratadas da mesma maneira (alguns indivíduos eram processados ou perseguido separadamente), mas ocasionalmente também enfrentaram posições intransigentes ou em alguns casos a força bruta. Greves ocorreram em todas as épocas de instabilidade política ou carestia econômica, mas tornaram-se cada vez mais comuns nos anos 1980, quando governos consecutivos tentaram salvar a economia decadente com um programa de austeridade sob os auspícios do Fundo Monetário Internacional.

## Efeito da Crise do Petróleo
Durante e após a Crise do Petróleo de 1973, a dívida externa cresceu maciçamente e desde o início dos anos 1980 atingiu mais de US$ 20 bilhões. Os governos de Milka Planinć e Branko Mikulić renegociaram a dívida externa sob o preço de introduzir a política de databilização que na prática consistia em fortes medidas de austeridade — a chamada terapia de choque. Durante os anos 1980, a população iugoslava suportou a introdução de cotas de uso de combustível (40 litros por carro por mês), rodízio de automóveis (limitação do uso de carros para 6 dias a cada semana, baseada no último algarismo do número da placa), severas limitações sobre a importação de mercadorias e um depósito compulsório para quem saía do país (principalmente para ir a compras), para ser devolvido um ano depois (com a inflação em alta, isto efetivamente se transformou em um imposto sobre viagens). Houve falta de café, chocolate e sabão em pó. Durante vários verões de estiagem, o governo, sem conseguir empréstimas para importação de eletricidade, foi forçado a decretar racionamentos de energia.

## Colapso da economia iugoslava
A Iugoslávia chegou a ser um sucesso regional em termos econômicos, industriais e de energia. Duas décadas antes de 1980, o crescimento médio anual do produto interno bruto (PIB) era de 6,1%, o serviço público e gratuito de saúde era universalizado, o analfabetismo era de 9%, e a expectativa de vida era de 72 anos. Mas, após cinco anos de desintegração, guerra, boicote e embargo, a economia da ex-Iugoslávia entrou em colapso.